# باتريك بروف
باتريك بروف (بالإنجليزية: Patrick Brough) هو لاعب كرة قدم بريطاني، ولد في 20 فبراير 1996 في كارلايل في المملكة المتحدة. لعب مع لينكولن سيتي أف سي ونادي كارلايل يونايتد.

## وصلات خارجية
- باتريك بروف على موقع قاعدة بيانات كرة القدم.إي يو (الإنجليزية)
- باتريك بروف على موقع Soccerbase.com (لاعب) (الإنجليزية)
- باتريك بروف على موقع Soccerway.com (الإنجليزية)